# Collegno
Collegno (piemonti nyelven Colègn) egy olaszországi község (comune) a Piemont régióban.

## Testvérvárosok
- Antony
- Sárospatak
- Volgográd
- Neubrandenburg
- Cerdanyola del Vallès
- San Gregorio Magno
- Ousseltia
- Matanzas
- Szarajevó
- Havířov
- Rocchetta Sant’Antonio
- Gaiba